# Малки Хималаи
Малките Хималаи е система от отделни планински масиви и хребети, заемащи 2-то (средно) стъпало на Хималаите. Разположени са между Големите Хималаи на север и планините Шивалик на юг. Дължина около 2000 km, ширина от 10 – 20 km на изток до 100 km на запад. Изградени са от палеозойски и мезозойски метаморфни и седиментни скали (предимно шисти, варовици, кварцити). Преобладаващите височини са между 3000 и 3500 m, а най-високият връх е Индрасан (6221 m) в хребета Пир Панджал. Силно са разчленени от тесни и дълбоки долини, а в много от хребетите са се съхранили следи от древни заледявания. Снежната граница е на височина 4500 m на изток и 5000 m на запад. По северния склон на хребета Пир Панджал има малки ледници. Речната мрежа е гъста, като голяма част от реките принадлежат към водосборния басейн на река Ганг. Всичките реки са с лятно пълноводие, обусловено от мусонните дъждове и топенето на снеговете. На височина до 3500 m склоновете са покрити с гори, на запад – мусонни, също твърдолистни вечнозелени и иглолистни, а на изток – вечнозелени влажни тропични, сменящи се във височина с вечнозелени дъбови, смесени и иглолистни. Най-високите части са заети от хвойново-рододендронови храсталаци, субалпийски и алпийски пасища. На височина до 2500 m се отглеждат цитрусови култури и чай.